# USS Butler (DD-636)
Эскадренный миноносец «Батлер» (англ. USS Butler (DD-636)) — американский эсминец типа Gleaves.
Заложен на верфи Philadelphia Navy Yard, Филадельфия 16 сентября 1941 года. Спущен 12 февраля 1942 года, вступил в строй 15 августа 1942 года.
С 15 ноября 1944 года быстроходный тральщик DMS-29.
25 мая 1945 года тяжело поврежден японским камикадзе близ острова Окинава.
Выведен в резерв 8 ноября 1945 года. Из ВМС США исключён 28 ноября 1945 года.
Продан 10 января 1948 года и разобран на слом.